# Lantana achyranthifolia
Lantana achyranthifolia là một loài thực vật có hoa trong họ Cỏ roi ngựa. Loài này được Desf. mô tả khoa học đầu tiên năm 1829.